# Hypothèse Vine-Matthews-Morley

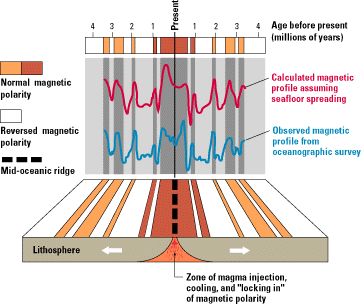
Le profil magnétique observé pour le fond marin autour d'une dorsale médio-océanique est en accord étroit avec le profil prédit par l'hypothèse Vine-Matthews-Morley.

L'hypothèse Vine-Matthews-Morley ou hypothèse Morley-Vine-Matthews, a été le premier test scientifique de la théorie de l'expansion des fonds océaniques de la dérive des continents et de la tectonique des plaques. Son principal apport a été de permettre de calculer l'amplitude des mouvements des plaques au niveau des dorsales médio-océaniques. Elle montre que la croûte océanique terrestre agit comme un enregistreur des inversions de la direction du champ géomagnétique à mesure que se produit l'expansion des fonds marins. Cette théorie parachève la fondation de l'étude du paléomagnétisme.

## Histoire
Le géologue américain Harry Hess propose l'hypothèse de l'expansion des fonds marins en 1960 (publiée en 1962) et les termes (en) Spreading of the seafloor ['expansion (ou étalement) du fond marin'] ont été introduits par le géophysicien Robert S. Dietz en 1961. Selon Hess, le fond marin se crée au niveau des dorsales médio-océaniques par la convection du manteau terrestre, repoussant et éloignant la croûte la plus ancienne de la dorsale. Le géophysicien Frederick John Vine et le géologue canadien Lawrence W. Morley (en) sont arrivés chacun de leurs côtés à la conclusion que si la théorie de Hess sur l'expansion du fond marin est correcte, alors les roches entourant les crêtes médio-océaniques devraient montrer des schémas symétriques d'inversions de magnétisation à l'aide de levés magnétiques nouvellement collectés. Les deux lettres de Morley aux revues scientifiques Nature (février 1963) et Journal of Geophysical Research (avril 1963) furent rejetées, c'est pourquoi Vine et son doctorant à l'Université de Cambridge, Drummond Hoyle Matthews, furent les premiers à publier la théorie en septembre 1963,. Certains collègues étaient sceptiques quant à cette hypothèse en raison des nombreuses hypothèses avancées — extension des fonds marins, inversions géomagnétiques et magnétisme rémanent — toutes hypothèses qui n’étaient pas encore largement acceptées. L'hypothèse Vine-Matthews-Morley décrit les inversions magnétiques de la croûte océanique. Une autre preuve de cette hypothèse est venue du géophysicien américain Allan V. Cox (en) et de son équipe (1964) lorsqu'ils ont mesuré la magnétisation rémanente des laves provenant de sites terrestres,. Les chercheurs Walter C. Pitman et J. R. Heirtzler ont appuyé la thèse avec des preuves supplémentaires sur un profil d'anomalie magnétique remarquablement symétrique provenant de la dorsale Pacifique-Antarctique. 

## Anomalies magnétiques océaniques

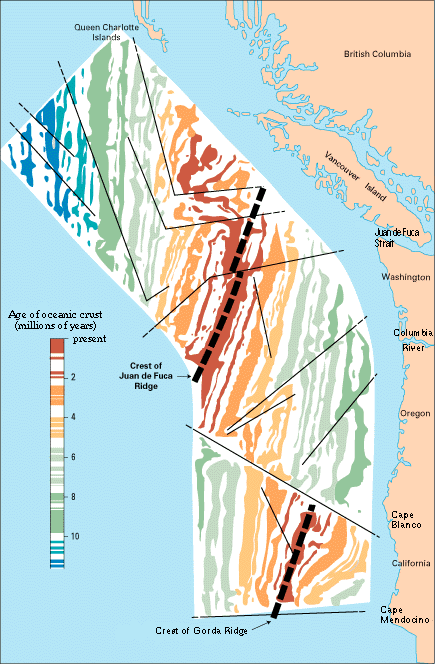
Anomalies magnétiques au large de la côte ouest de l’Amérique du Nord. Les lignes pointillées s'étendent au centre des dorsales médio-océaniques.

L'hypothèse Vine-Matthews-Morley met en corrélation les modèles magnétiques symétriques observés sur le fond marin avec les inversions du champ magnétique terrestre. Sur les dorsales médio-océaniques, une nouvelle croûte se forme grâce à l'injection, l'extrusion et la solidification du magma. Lorsque le magma refroidit au-delà de la température de Curie, le ferromagnétisme devient possible, ce qui entraîne l'alignement des minéraux magnétiques dans la nouvelle croûte selon le champ géomagnétique ambiant. Une fois refroidis complètement, ces alignements sont figés dans la croûte, la magnétisant de manière permanente. La formation de la lithosphère à la crête océanique est considérée comme un processus continu et symétrique, où la nouvelle croûte s'insinue dans la zone de divergence des plaques. Pendant ce temps, l'ancienne croûte se déplace latéralement, s'éloignant également de part et d'autre de la dorsale. En conséquence, lors des inversions géomagnétiques, chaque côté de la crête conserve un enregistrement d'aimantations rémanentes soit normales (parallèles), soit inversées (antiparallèles) par rapport au champ géomagnétique actuel. Un magnétomètre remorqué au-dessus du fond marin (près de la surface de la mer ou aéroporté) enregistrera des anomalies magnétiques positives (élevées) ou négatives (faibles) lorsqu'il survole la croûte magnétisée dans une direction normale ou inversée. Ainsi, la crête de la dorsale agit comme un "magnétophone à deux têtes", enregistrant l'histoire magnétique de la Terre.
En règle générale, les croûtes magnétisées normalement présentent des anomalies magnétiques positives, tandis que les croûtes inversées affichent des anomalies négatives. Des anomalies locales de courte longueur d'onde peuvent également être présentes, mais elles sont généralement considérées comme étant corrélées à la bathymétrie. Les anomalies magnétiques au-dessus des dorsales médio-océaniques sont plus apparentes aux latitudes magnétiques élevées, sur les dorsales à orientation nord-sud à toutes les latitudes éloignées de l'équateur magnétique, et sur les crêtes étalées à orientation est-ouest à l'équateur magnétique. 

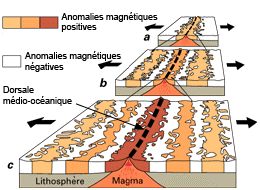
La nouvelle croûte océanique qui se forme continuellement à la crête de la dorsale médio-océanique se refroidit et vieillit de plus en plus à mesure qu'elle s'éloigne de la crête à mesure que le fond marin s'étend : a. la crête qui s'étend il y a environ 5 millions d'années.
b. il y a environ 2 à 3 millions d'années.
c. aujourd'hui.

Aux hautes latitudes, les sections de croûte magnétisées montrent des vecteurs magnétiques plongeant fortement vers le bas dans un champ géomagnétique normal. Cependant, près du pôle sud magnétique, ces vecteurs sont fortement inclinés vers le haut dans un champ géomagnétique normal. Dans ces deux situations, les anomalies magnétiques sont donc positives. À l'équateur, le champ magnétique terrestre est horizontal, ce qui fait que la croûte magnétisée s'aligne également horizontalement à cet endroit. Ici, l'orientation de la crête en expansion influence la forme et l'amplitude de l'anomalie. La composante du vecteur qui affecte l'anomalie est maximale lorsque la crête est orientée est-ouest et que le profil magnétique croise nord-sud.
L'intensité de l'aimantation rémanente dans la croûte dépasse celle de l'aimantation induite. Ainsi, la forme et l'amplitude de l'anomalie magnétique sont principalement influencées par le vecteur rémanent primaire présent dans la croûte. De plus, l'endroit où l'anomalie est mesurée sur Terre influe sur sa forme lorsqu'elle est détectée à l'aide d'un magnétomètre. En effet, les magnétomètres utilisés dans les levés marins mesurent à la fois le champ généré par la croûte magnétisée et la direction du champ magnétique terrestre. Étant donné que le champ terrestre est considérablement plus puissant que le champ d'anomalie, un magnétomètre moderne mesure la somme du champ terrestre et de la composante du champ d'anomalie alignée avec le champ terrestre.

## Impact
L'hypothèse relie de manière significative l'expansion des fonds marins et les inversions géomagnétiques, chaque domaine enrichissant la compréhension de l'autre. Au début de l'histoire de l'étude de cette hypothèse, seul un enregistrement limité des inversions du champ géomagnétique était accessible pour l'analyse des roches terrestres. Ces données étaient adéquates pour calculer les taux de propagation sur de nombreuses dorsales médio-océaniques au cours des 700 000 dernières années en localisant la limite de la croûte inversée la plus proche de la crête d'une dorsale médio-océanique. Plus tard, des anomalies magnétiques marines ont été découvertes sur les vastes flancs des dorsales. Les carottes de forage réalisées dans la croûte sur ces flancs de crête ont permis de dater les anomalies magnétiques les plus précoces et les plus anciennes. Ceci a conduit à l'élaboration d'une échelle de temps géomagnétique prédictive. Au fil du temps, les recherches ont combiné les données terrestres et marines pour produire une échelle de temps d’inversion géomagnétique précise sur près de 200 millions d’années. 